# Saint-Vit
Saint-Vit is een gemeente in het Franse departement Doubs (regio Bourgogne-Franche-Comté). De plaats maakt deel uit van het arrondissement Besançon. Saint-Vit telde op 1 januari 2022 5.059 inwoners. De gemeente ligt op 15 km van Besançon en maakt deel uit van het samenwerkingsverband Grand Besançon Métropole.

## Geschiedenis
De plaats bevindt zich op een kruispunt van wegen. In de Gallo-Romeinse periode kruisten hier de wegen tussen Vesontio (Besançon) naar Lyon en van Antorpe naar Osselle. De oudste delen van de parochiekerk zijn 13e-eeuws maar de huidige kerk werd gebouwd vanaf 1740. Saint-Vit was een markplaats waar graan en wijn werd verhandeld. De komst van de spoorweg in de 19e eeuw bracht geen grote industriële groei, omdat de plaats in de schaduw van Besançon lag. Vanaf de jaren 1960 volgde wel een demografische groei van de gemeente, met forensen die werken in Besançon.

## Geografie
De oppervlakte van Saint-Vit bedraagt 16,44 vierkante kilometer; de bevolkingsdichtheid is 299 inwoners per km² (per 1 januari 2019).
De Doubs vormt de zuidgrens van de gemeente.
In de gemeente liggen ook de dorpen en vroeger zelfstandige gemeenten Antorpe (in het westen) en Boismurie (in het noorden).
De onderstaande kaart toont de ligging van Saint-Vit met de belangrijkste infrastructuur en aangrenzende gemeenten.

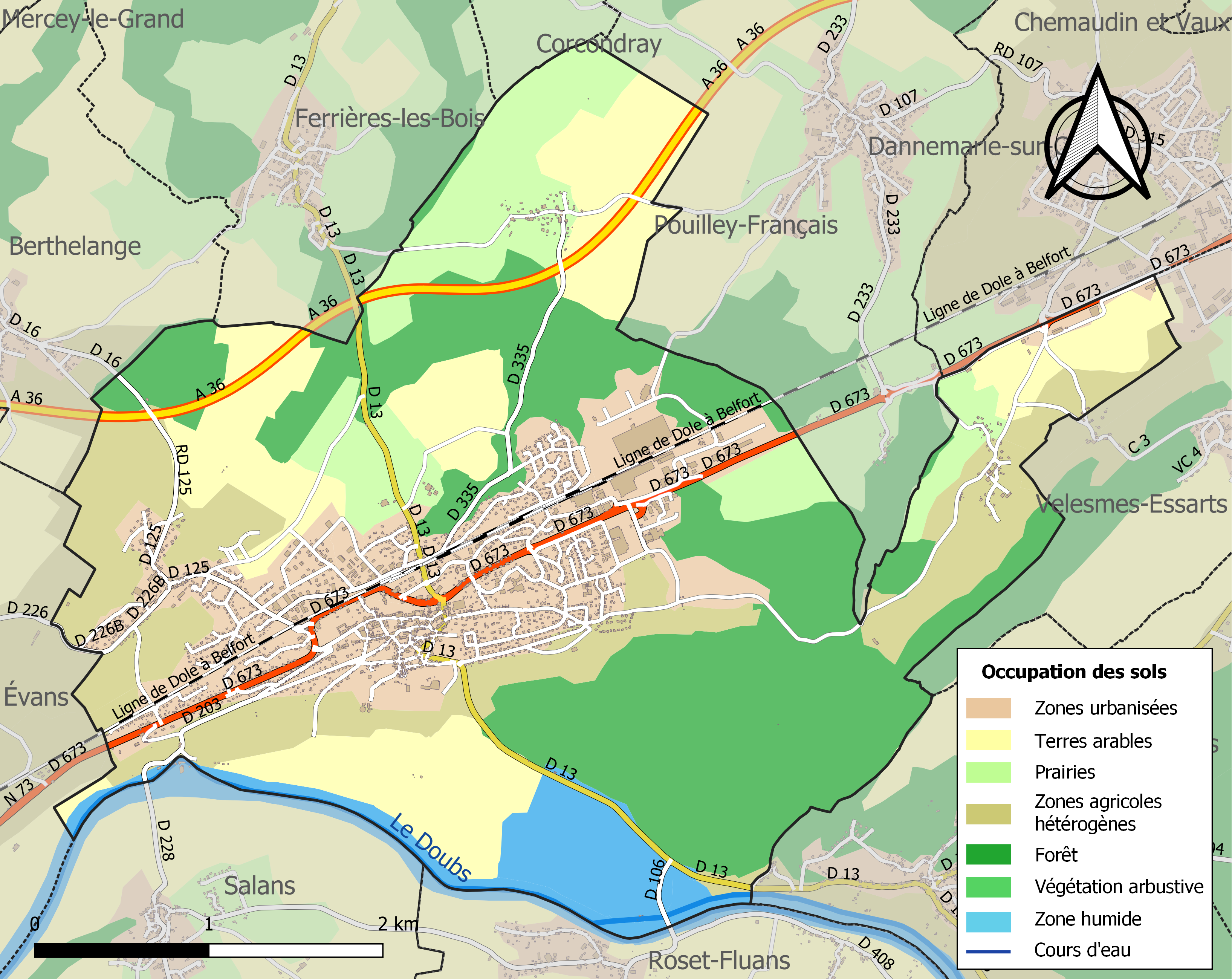

## Verkeer en vervoer
In de gemeente ligt spoorwegstation Saint-Vit.
De autosnelweg A36 loopt door de gemeente.

## Demografie
Onderstaande figuur toont het verloop van het inwonertal (bron: INSEE-tellingen).